# Beiträge zur Namenforschung
Die Beiträge zur Namenforschung, aktuell als Beiträge zur Namenforschung. Neue Folge (kurz BNF oder BzN, BNF NF. oder BzN N.F.) ist eine interdisziplinär ausgerichtete Fachzeitschrift der Germanistik, Romanistik und Slavistik für die Erforschung des mitteleuropäischen Namenguts (Onomastik) sowie außereuropäische Bereiche und der Indogermania.
Die aktuellen Herausgeber sind seit 1995 (Band 29/30) Rolf Bergmann, Damaris Nübling, Ulrich Obst und Heinrich Tiefenbach. Die Zeitschrift erscheint in vier Ausgaben pro Jahrgang und wird verlegt durch den Universitätsverlag  Winter in Heidelberg. Neben den Beiträgen werden Neuerscheinungen zur Namenforschung und allgemeine sprachwissenschaftliche Publikationen rezensiert. Die Publikationssprachen sind neben Deutsch Englisch und Französisch.
Die Zeitschrift wurde ursprünglich 1949 durch Hans Krahe begründet und von ihm zusammen mit Ernst Dickemann bis zu Band 16 (1965) herausgegeben. 1966 gründete Rudolf Schützeichel die Neue Folge und war mit Ernst Dickemann und Jürgen Untermann verantwortlicher Herausgeber. Der Herausgeberkreis erweiterte sich danach um Rolf Bergmann und Ulrich Obst.

„In den Artikeln werden Namengebrauch und Namengeschichte, Namengrammatik und Namentheorie behandelt. Die Zeitschrift ist für Probleme der Personennamen und Tiernamen, geographischen Namen, Ereignisnamen, Warennamen usw. aller Sprachen, Räume und Zeiten offen. Den Schwerpunkt bilden Sprachen und Namen Mitteleuropas. Rezensionen informieren über namenkundliche Neuerscheinungen sowie über namenkundlich relevante Publikationen zur Sprachgeschichte, Dialektologie, Grammatik, Lexikographie, Geschichte und Archäologie.“